# Efter den gäckande skuggan
Efter den gäckande skuggan (engelska: After the Thin Man) är en amerikansk komisk deckare från 1936 i regi av W.S. Van Dyke, med William Powell och Myrna Loy i huvudrollerna och James Stewart i en framträdande biroll. Filmen är den andra i en serie av totalt sex filmer om deckarparet Nora och Nick, baserade på Dashiell Hammetts roman Den gäckande skuggan.

## Handling
Nora (Myrna Loy) och Nick Charles (William Powell) är gifta. Nick är en framträdande och välkänd detektiv och Nora kommer från välbärgad societetsfamilj. Men nu har ett mord begåtts i familjen och Nick tvingas utreda.
Mördaren visar sig vara den unga och trevliga David Graham (James Stewart). Men chocken är inte över för det, det visar sig också att Nora är gravid.

## Rollista

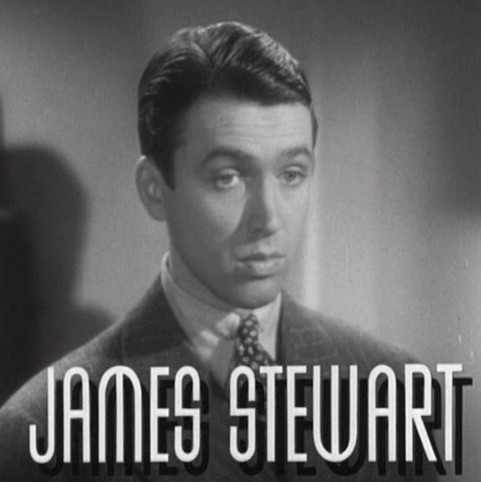
James Stewart som David Graham.

- William Powell – Nick Charles
- Myrna Loy – Nora Charles
- Skippy – Asta
- James Stewart – David Graham
- Elissa Landi – Selma Landis
- Joseph Calleia – "Dancer"
- Jessie Ralph – Katherine Forrest
- Alan Marshal – Robert Landis
- Teddy Hart – Casper
- Sam Levene – löjtnant Abrams
- Penny Singleton – Polly Byrnes
- William Law – Lum Kee
- George Zucco – Dr. Kammer
- Paul Fix – Phil Byrnes
- Dorothy Vaughan – Charlotte
- Maude Turner Gordon – Helen
- William Burress – Lucius
- Tom Ricketts – Henry, butlern

## Utmärkelser
- Oscar[3]
  - Nominerad: Bästa manus